# Stalagmosoma
Stalagmosoma is een geslacht van kevers uit de familie bladsprietkevers (Scarabaeidae). Het geslacht werd voor het eerst wetenschappelijk beschreven in 1842 door Burmeister.

## Soorten
- Stalagmosoma albella (Pallas, 1781)
- Stalagmosoma cynanki (Gory & Percheron, 1833)
- Stalagmosoma luctuosa Lansberge, 1882
- Stalagmosoma megastalactica Kraatz, 1899
- Stalagmosoma quadriguttata Westwood, 1874